# Black Peak
Black Peak är ett berg i Sydgeorgien och Sydsandwichöarna (Storbritannien). Det ligger i den nordvästra delen av Sydgeorgien och Sydsandwichöarna. Toppen på Black Peak är 806 meter över havet, eller 653 meter över den omgivande terrängen. Bredden vid basen är 16,2 km.
Terrängen runt Black Peak är kuperad. Havet är nära Black Peak åt nordost.  Det finns inga samhällen i närheten. Trakten runt Black Peak består i huvudsak av gräsmarker.